# Кришковци
Кришковци су насељено мјесто на подручју града Лакташи, Република Српска, БиХ.

## Географија
Кришковци се налазе на десној обали ријеке Врбас у доњем току на средини између Клашница и ушћа у ријеку Саву. Са источне стране се додирују ниски шумовити брежуљци Мотајице. Село је познато по томе да има доста извора чисте воде који су близу локалнога асфалтнога пута, који на јужној страни спаја села Папажане, Милосавце и Друговиће. У Друговићима се локални пут спаја са магистралним путем Клашнице — Прњавор — Дервента — Добој.
На сјеверној страни асфалтни пут се преко Шешковаца и Ножичког спаја са магистралним путем Нова Топола — Србац. Претежни дио села се налази у равници а дијелом је земљиште брежуљкасто. Крај је веома питом и због тога се тај крај зове Жупа. Са десне стране села је било насељено село Гумјера.

## Култура
У насељу је 2012. снимљен дио играног филма Фалсификатор.

## Становништво
| Националност       | 1991. | 1981. | 1971. | 1961. |
| Срби               | 717   | 859   | 952   |       |
| Југословени        | 13    | 8     | 6     |       |
| Хрвати             | 2     | 5     | 1     |       |
| Македонци          |       | 1     |       |       |
| Црногорци          |       | 1     |       |       |
| остали и непознато | 8     | 7     | 7     |       |
| Укупно             | 740   | 881   | 966   | '     |

| Демографија | Демографија | Демографија |
| Година      | Становника  | Становника  |
| ----------- | ----------- | ----------- |
| 1948.       | 1.047       |             |
| 1953.       | 1.092       |             |
| 1961.       | 996         |             |
| 1971.       | 966         |             |
| 1981.       | 881         |             |
| 1991.       | 743         |             |